# San Juan Teitipac
San Juan Teitipac es una localidad del estado mexicano de Oaxaca. Es cabecera del municipio de San Juan Teitipac.

## Demografía
| Censo | Población |
| ----- | --------- |
| 1900  | 1 860     |
| 1910  | 2 124     |
| 1921  | 1 935     |
| 1930  | 2 160     |
| 1940  | 2 160     |
| 1950  | 2 580     |
| 1960  | 2 701     |
| 1970  | 3 180     |
| 1980  | 3 800     |
| 1990  | 2 970     |
| 1995  | 2 945     |
| 2000  | 2 817     |
| 2005  | 2 547     |
| 2010  | 2 545     |
| 2020  | 2 646     |